# Manuel Guitián
Manuel Guitián Salgado (* 25. März 1900 in Madrid; † 24. Januar 1992 ebenda) war ein spanischer Schauspieler.

## Leben
Guitián, ein kleiner, untersetzter Charakterdarsteller, war in annähernd 150 Filmen während seiner von 1947 bis 1982 andauernden Karriere auf der Leinwand und dem Fernsehschirm zu sehen.

## Filmografie (Auswahl)
- 1949: El capitán de Loyola
- 1956: Calabuig (Calabuch)
- 1957: Der Sohn des Scheik (Los amantes del desierto)
- 1972: Halleluja… Amigo (Si può fare… amigo!)
- 1972: Zwei ausgekochte Halunken (La caza de oro)
- 1973: Fuzzy, halt die Ohren steif! (Tequila!)
- 1978: Der Tiefstapler